# Абрамиха (Новодугинський район)
Абрамиха — присілок у Новодугинському районі Смоленської області Росії. Входить до складу Ізвековського сільського поселення. Населення — 3 мешканця (2007).
Розташована в північно-східній частині області за 12 км на захід від Новодугіна, за 10 км на захід автодороги Р134 Смоленськ — Дорогобуж (місто) — Вязьма — Зубцов. За 14 км на схід села розташована залізнична станція Новодугіно на лінії Вязьма — Ржев.

## Історія
У роки Німецько-радянської війни село була окуповане гітлерівськими військами в жовтні 1941 року, звільнено в березні 1943 року.